# Ivychurch
Ivychurch es una parroquia civil y un pueblo del distrito de Folkestone and Hythe, en el condado de Kent (Inglaterra).

## Geografía
Según la Oficina Nacional de Estadística británica, Ivychurch tiene una superficie de 19,26 km².

## Demografía
Según el censo de 2001, Ivychurch tenía 245 habitantes (50,2% varones, 49,8% mujeres) y una densidad de población de 12,72 hab/km². El 23,87% eran menores de 16 años y el 76,13% tenían entre 16 y 74. La media de edad era de 37,21 años. Del total de habitantes con 16 o más años, el 21,92% estaban solteros, el 69,52% casados y el 8,56% divorciados o viudos.
El 96,73% de los habitantes eran originarios del Reino Unido. El resto de países europeos englobaban al 1,22% de la población, mientras que el 2,04% había nacido en cualquier otro lugar. Según su grupo étnico, todos los habitantes eran blancos. El cristianismo era profesado por el 69,8%, mientras que el 22,45% no eran religiosos y el 7,76% no marcaron ninguna opción en el censo.
112 habitantes eran económicamente activos, 109 de ellos (97,32%) empleados y 3 (2,68%) desempleados. Había 92 hogares con residentes y ninguno vacío.